# Alpha Twins
Alpha Twins, (geschreven als Alpha²) is een Nederlandse hardstyle act bestaande uit Arjen Timmerman en Anco Timmerman. Ze zijn broers van elkaar en geen tweelingen, in tegenstelling tot wat hun artiestennaam suggereert. Vanaf het jaar 2000 treden ze op op verjaardagen en andere kleine feesten, tot ze werden gevraagd door Q-dance om te draaien in de VIP zaal van de Hemkade. Dit was op het feest "Oldstyle Outburst". Vanaf daar zijn ze meer in de bekendheid gekomen, en mochten ze ook op Qlubtempo avonden draaien. Hun eerste grote feest waar ze optraden was In Qontrol 2004.
In April 2008 hebben ze hun eigen label opgericht, A² Records. Dit is een sublabel van Scantraxx.
Ze hebben hun eerste album, "Recharged" uitgebracht op 5 Augustus 2016.

## Discografie

### Albums
| Uitgave   | Label     | Jaar |
| --------- | --------- | ---- |
| Recharged | Scantraxx | 2016 |

### Singles
| Uitgave                     | Formaat                  | Label             | Jaar |
| --------------------------- | ------------------------ | ----------------- | ---- |
| Qlubtempo Big Time E.P.     | Vinyl                    | Q-Dance           | 2003 |
| Rock The Sure Shot / Fucked | Vinyl                    | Blutonium Records | 2004 |
| Sick MF                     | Vinyl, Digitale download | Sys-X Records     | 2005 |
| The Darkside                | Vinyl, digitale download | Q-Dance           | 2006 |
| Drop The Beats Out          | Vinyl, digitale download | Sys-X Records     | 2006 |
| Laws Of War                 | Vinyl                    | Mythica Records   | 2006 |
| Straight To Hell            | Vinyl                    | Mythica Records   | 2006 |
| Nowhere To Hide / In Time   | Vinyl                    | A² Records        | 2008 |
| No Mercy                    | Vinyl                    | Explosive Records | 2008 |
| Fragments                   | Vinyl                    | A² Records        | 2008 |
| Say Yeah                    | Vinyl, digitale download | A² Records        | 2009 |
| Unleashed                   | Vinyl, digitale download | A² Records        | 2009 |